# S1 Core
Az S1 Core, azaz Simply RISC S1 Core (kódnevén Sirocco) egy nyílt forráskódú mikroprocesszor-kialakítás, amit a 2018-ban megszűnt Simply RISC társaság fejlesztett. A processzor a Sun Microsystems által nyílt forráskódúként kiadott OpenSPARC processzor lecsökkentett változata. A processzor első kiadása 2009-ben jelent meg, és a Sun Microsystems OpenSPARC UltraSPARC T1 processzor v1.6-os verzióján alapul. Az S1 Core a GNU General Public License alatt van licencelve, ugyanúgy, ahogy a Sun OpenSPARC projektje.
A projekt fő célja az volt, hogy az S1 Core a lehető legegyszerűbb legyen, és ezzel ösztönözze a fejlesztőket. Míg az OpenSPARC T1 (kódnevén Niagara) 8 SPARC CPU-magot és számos perifériát tartalmaz, addig a Simply RISC S1 Core csak egy 64 bites SPARC-magot vesz át ebből a tervből, és egy Wishbone/AMBA-hidat és egy egyszerű reset-vezérlőt ad hozzá.
A nagyobb különbségek a T1 és az S1 között a következők:
- az S1 Core nyolc mag helyett csak egy 64 bites SPARC magot tartalmaz, amely négy független szál végrehajtását támogatja;
- az S1 Core a kialakításhoz hozzáadott részeket tartalmaz: egy Wishbone hidat, egy reset-vezérlőt és egy alapszintű megszakításvezérlőt;
- az S1 Core környezet csak ingyenes eszközökkel futtatható, általános x86 Linux rendszerű gépen.

## Fordítás
Ez a szócikk részben vagy egészben  a   S1 Core című angol Wikipédia-szócikk ezen változatának fordításán alapul.  Az eredeti cikk szerkesztőit annak laptörténete sorolja fel. Ez a jelzés csupán a megfogalmazás eredetét és a szerzői jogokat jelzi, nem szolgál a cikkben szereplő információk forrásmegjelöléseként.